# Cauldron (Unternehmen)
Cauldron ist eine slowakische Entwicklerfirma für Computerspiele, die 1996 gegründet wurde und ihren Hauptsitz in Bratislava hat.

## Geschichte
1998 wurde mit der Entwicklung des Echtzeit-Strategiespiels Shock-Troops begonnen. Nach einer Absprache mit dem deutschen Entwickler Blue Byte wurde das Projekt umbenannt und unter dem Titel Der Andosia-Konflikt Teil der Serie Battle Isle. Das Spiel basierte auf der Mist-Engine, die Cauldron selbst entwickelte.
Im Jahr 2000 wurde eine weitere Engine, die Cloak Engine, entwickelt. Ein Jahr später wurden neue Features hinzugefügt und der Name in CloakNT Engine geändert und gehörte so, laut eigenen Angaben, zu einer der besten Engines auf dem derzeitigen Markt. Bis heute wurden acht Spiele entwickelt, sieben davon sind ebenfalls in Deutschland veröffentlicht worden.
Insbesondere Chaser, das 2003 erschien, wurde von der Presse gelobt und trumpfte vor allem durch Story, Atmosphäre und der stimmungsvollen Musik aus der Feder des Cauldron-Komponisten Juraj Karkuš auf. Am 17. Januar 2006 wurden alle Soundtracks freigegeben und sind auf der Homepage der Firma herunterladbar.
Am 28. Juni 2007 wurde das Gerücht bestätigt, dass Cauldron den dritten Teil der Soldier-of-Fortune-Reihe entwickelte. Mittlerweile ist allerdings bekannt, dass in der Anfangsphase der Entwicklung auch andere Teams unter dem Banner von Activision an dem Projekt beteiligt waren. So auch Raven Software, die für die Vorgänger verantwortlich sind.
Das Spiel mit dem Titel Soldier of Fortune: Payback erschien offiziell am 13. November 2007 für Windows, PlayStation 3 und Xbox 360. Für den deutschsprachigen Raum sollte Anfang 2008 eine erheblich entschärfte Fassung erscheinen. Bis dato wurde von Activision allerdings keine veröffentlicht. Die US-Version ist von der Bundesprüfstelle für jugendgefährdende Medien (BPjM) auf den Index gesetzt worden.
Im Jahr 2014 wurde die 25 Angestellten sowie Büros und Einrichtung des Studios, nicht aber der Markenname Cauldron, vom tschechischen Entwickler Bohemia Interactive übernommen. Das neugegründete Studio in Bratislava firmierte unter dem Namen Bohemia Interactive Slovakia und trug zur Entwicklung von DayZ bei, bis es 2020 geschlossen wurde.

## Entwicklung und Veröffentlichungen

### Entwickelte Spiele
- Quadraxx (1996)
- Spellcross (1997)
- Battle Isle – Der Andosia-Konflikt (2000)
- Chaser (2003)
- Conan (2004)
- Knights of the Temple 2 (2005)
- Gene Troopers (2005)
- Civil War (2006)
- Soldier of Fortune: Payback (2007)
- Battle for the Pacific (2007)
- Civil War: Secret Missions (2008)
- Secret Service (2008)
- Cabela's Big Game Hunter 2010 (2009)